# 하세가와 히로카즈
하세가와 히로카즈(일본어: 長谷川 博一, 1986년 10월 20일~)는 일본의 축구 선수이다.

## 구단 경력
과거 사간 도스, 오이타 트리니타에서 활동하였다.